# Aleutians East Borough
Aleutians East Borough is een borough in de Amerikaanse staat Alaska.
De borough heeft een landoppervlakte van 18.099 km² en telt 2697 inwoners (volkstelling 2000). De hoofdplaats is Sand Point (Alaska).

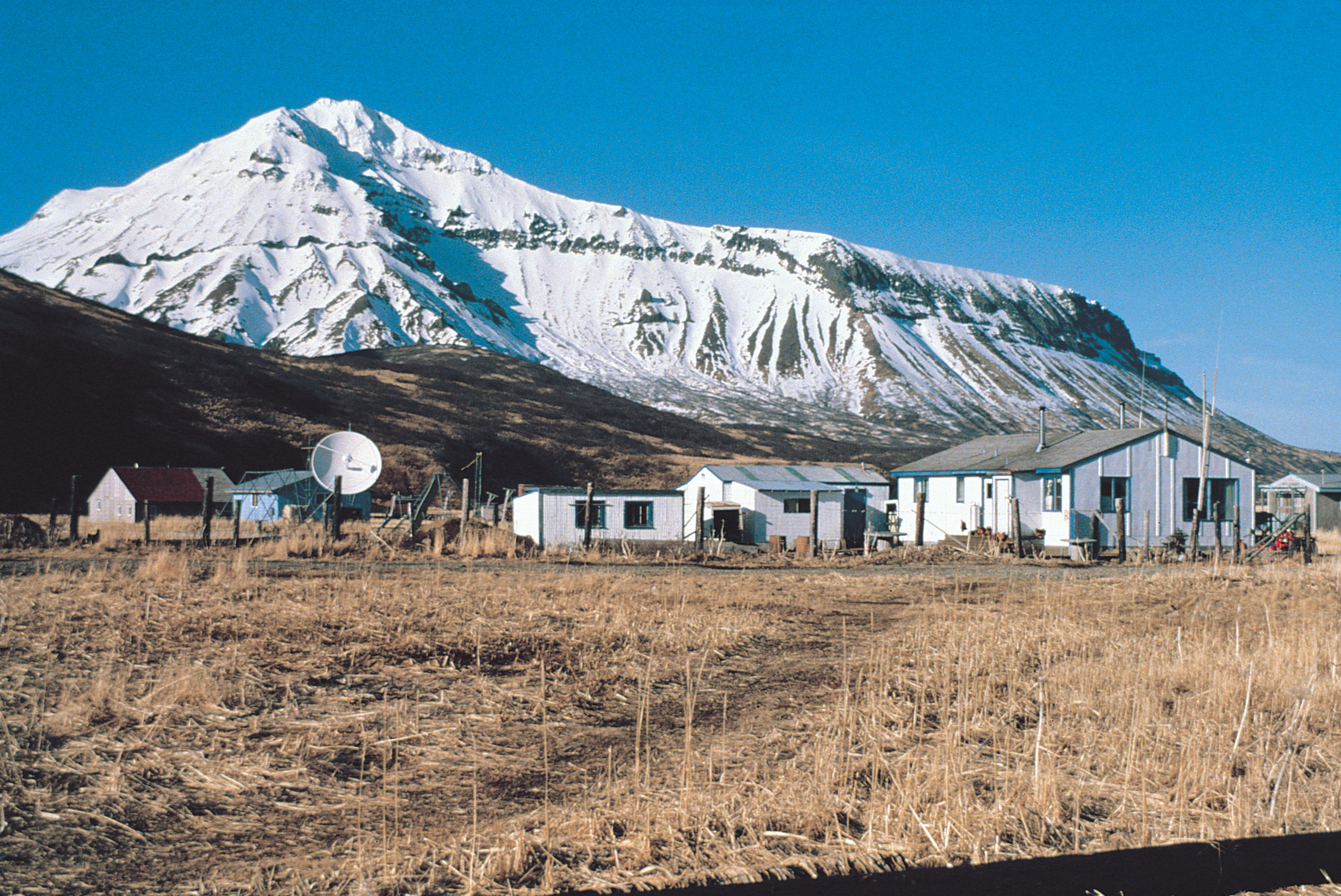
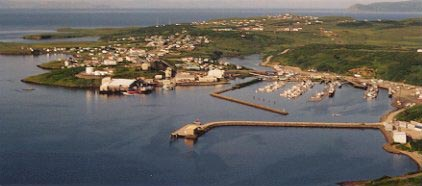
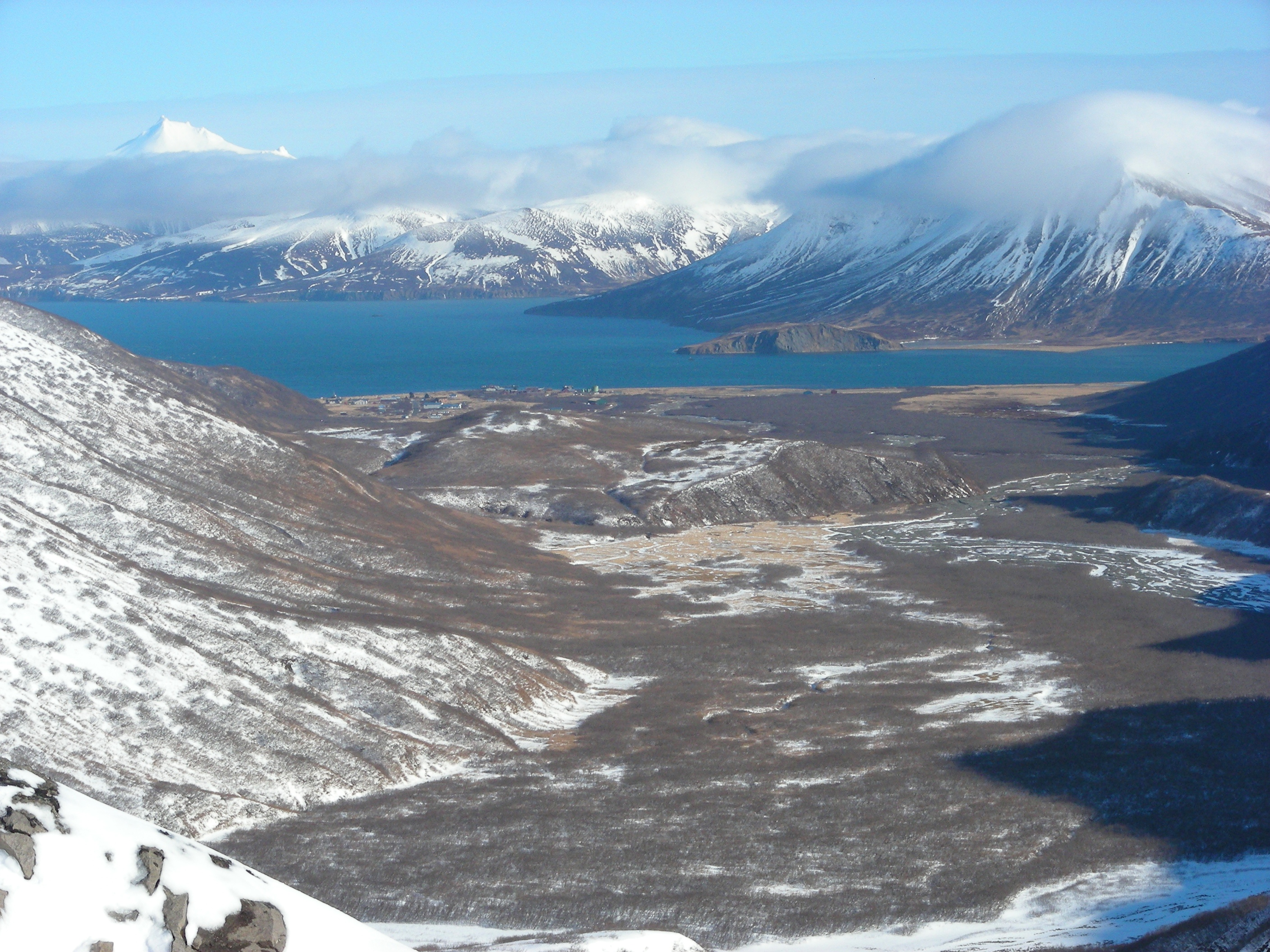